# Campeonato de Verano 2016 (Costa Rica)
El Campeonato de Verano 2016 fue el 106.º campeonato que concluyó la temporada 2015-16 de la Primera División de Costa Rica. El campeonato es organizado por la FPD (Fútbol de Primera División Costa Rica). 
En esta temporada aumentó el número de provincias representadas pasando de 5 a 6 gracias al ascenso del Municipal Liberia.

## Sistema de competición
El torneo de la Liga FPD está conformado en dos partes:
- Fase de clasificación: Se integra por las 22 jornadas del torneo.
- Fase final: Se integra por las semifinales y final.

### Fase de clasificación
En la fase de clasificación se observará el sistema de puntos. La ubicación en la tabla general está sujeta a lo siguiente:
- Por juego ganado se obtendrán tres puntos.
- Por juego empatado se obtendrá un punto.
- Por juego perdido no se otorgan puntos.

En esta fase participan los 12 clubes de la Liga FPD jugando en cada torneo todos contra todos durante las 22 jornadas respectivas, a visita recíproca.
El orden de los clubes al final de la fase de calificación del torneo corresponderá a la suma de los puntos obtenidos por cada uno de ellos y se presentará en forma descendente. Si al finalizar las 22 jornadas del torneo, dos o más clubes estuviesen empatados en puntos, su posición en la tabla será determinada atendiendo a los siguientes criterios de desempate:
1. Mayor diferencia positiva general de goles. Este resultado se obtiene mediante la sumatoria de los goles anotados a todos los rivales, en cada campeonato menos los goles recibidos de estos.
2. Mayor cantidad de goles a favor, anotados a todos los rivales dentro de la misma competencia.
3. Mejor puntuación particular que hayan conseguido en las confrontaciones particulares entre ellos mismos.
4. Mayor diferencia positiva particular de goles, la cual se obtiene sumando los goles de los equipos empatados y restándole los goles recibidos.
5. Mayor cantidad de goles a favor que hayan conseguido en las confrontaciones entre ellos mismos.
6. Como última alternativa, la UNAFUT realizaría un sorteo para el desempate.

### Fase final
Los cuatro clubes mejor ubicados en la tabla de posiciones clasifican a la fase eliminatoria. Los dos primeros puestos reciben la «ventaja deportiva», la cual se aplica en caso de un empate en los encuentros de ida y vuelta de las semifinales, así como terminar la serie de local. La primera etapa se desarrolla de la siguiente manera:
En la final se reubican los clubes de acuerdo a su posición en la tabla, para determinar el conjunto local y visitante en los juegos de ida y vuelta, respectivamente. El vencedor recibirá un cupo para la edición de la Concacaf Liga de Campeones 2016-17.

## Arbitraje
A continuación se mencionan los árbitros que estuvieron presentes en el campeonato:
| - Álvaro Acuña Torres - Randall Poveda Cascante - Ricardo Montero (2011) - Jimmy Torres Taylor - Benjamín Pineda - Henry Bejarano Matarrita (2011) - Jeffrey Solís Calderón (2009) - Juan Gabriel Calderón - Cristian Rodríguez Rodríguez - Hugo Cruz Alvarado (2008) | - Adrián Chinchilla Chaves - Keylor Herrera Villalobos - Pedro Navarro Torres - Wálter Quesada Cordero (2001) - Andrey Vega Chinchilla - Allen Quirós (2016) - Adrián Elizondo Badilla |

### Uniformes
| Uniforme Arbitral Negro | Uniforme Arbitral Amarillo | Uniforme Arbitral Naranja | Uniforme Arbitral Rosa | Uniforme Arbitral Blanco |

## Trofeo
Desde su implementación en el Verano 2012, el trofeo de campeón cuenta con 32 pulgadas de altura, mientras que su diámetro es de 12. Tiene como características el balón de fútbol en la parte superior y los detalles en el cuerpo, ambos fabricados con oro; estos dos son sostenidos por una barra hecha de plata y su base es escalonada, realizada con el metal dorado. El título de subcampeón mide 30 pulgadas de alto y 9.5 de diámetro, totalmente de plata. Los dos premios son de manufactura italiana. Además, los finalistas reciben las respectivas medallas, de oro para el campeón y de plata para el subcampeón. Estas últimas son importadas de Estados Unidos, tienen medidas de 5 centímetros de diámetro y 3 milímetros de grosor. La inversión de todos estos elementos es de $5.000.
| Trofeo del Campeón | Trofeo del Subcampeón |
| ------------------ | --------------------- |
|                    |                       |

## Equipos por provincia
| Saprissa Uruguay Herediano Belén Alajuelense Carmelita UCR Pérez Zeledón Cartaginés Limón Santos Liberia |

| Provincia  | N.º | Equipos                                                                             |
| ---------- | --- | ----------------------------------------------------------------------------------- |
| San José   | 4   | Deportivo Saprissa Universidad de Costa Rica Pérez Zeledón C.S. Uruguay de Coronado |
| Alajuela   | 2   | L.D. Alajuelense A.D. Carmelita                                                     |
| Heredia    | 2   | C.S. Herediano Belén F.C.                                                           |
| Limón      | 2   | Limón F.C. Santos de Guápiles                                                       |
| Cartago    | 1   | C.S. Cartaginés                                                                     |
| Guanacaste | 1   | Municipal Liberia                                                                   |

## Información de los equipos
| Equipo        | Entrenador           | Estadio           | Ciudad                        | Patrocinador        | Equipación   | Transmisión |
| ------------- | -------------------- | ----------------- | ----------------------------- | ------------------- | ------------ | ----------- |
| Alajuelense   | Javier Delgado       | Morera Soto       | Alajuela                      | Movistar            | Puma         |             |
| Belén         | José Giacone         | Rosabal Cordero   | Heredia                       | Papa John's Pizza   | Silver Sport |             |
| Carmelita     | Vinicio Alvarado     | Morera Soto       | Alajuela                      | Great Wall Motors   | Sportek      |             |
| Cartaginés    | César Eduardo Méndez | "Fello" Meza      | Cartago                       | Bancrédito          | Joma         |             |
| Herediano     | Hernán Medford       | Rosabal Cordero   | Heredia                       | Kölbi               | Umbro        |             |
| Liberia       | Érick Rodríguez      | Edgardo Baltodano | Liberia, Guanacaste           | Pulmitan de Liberia | Sportek      |             |
| Limón         | Horacio Esquivel     | Juan Gobán        | Limón                         | APM Terminals       | Living Sport |             |
| Pérez Zeledón | Mauricio Wright      | Municipal         | Pérez Zeledón, San José       | Kölbi               | El Canastico |             |
| Santos        | Johnny Chaves        | Ebal Rodríguez    | Guápiles, Limón               | Grupo Colono        | Living Sport |             |
| Saprissa      | Carlos Watson        | Ricardo Saprissa  | Tibás, San José               | Bimbo               | Kappa        |             |
| UCR           | Guilherme Farinha    | Ecológico         | Montes de Oca, San José       | Banco de Costa Rica | Monarca      |             |
| Uruguay       | Ronald González      | El Labrador       | Vázquez de Coronado, San José | Casas Vita          | Monarca      |             |

### Cambios de entrenadores
| Equipo         | Entrenador (jornadas)                                              |
| -------------- | ------------------------------------------------------------------ |
| C.S. Uruguay   | Martin Cardetti (1-4) Ronald González (5-...)                      |
| C.S. Herediano | Odir Jacques (1-7) Mauricio Solís(*) (8-9) Hernán Medford (10-...) |
| A.D. Carmelita | Daniel Casas (1-10) Vinicio Alvarado (11-...)                      |

(*) Interino

## Estadios
| | |                                                                                      |
| | |                                                                                      |
| Estadio Ricardo Saprissa Ciudad: Tibás, San José Capacidad: 23.112 Club: Deportivo Saprissa          | Estadio Morera Soto Ciudad: Alajuela Capacidad: 17.895 Clubes: Alajuelense y Carmelita             | Estadio "Fello" Meza Ciudad: Cartago Capacidad: 13.500 Club: Cartaginés              |
| | |                                                                                      |
| Estadio Rosabal Cordero Ciudad: Heredia Capacidad: 7.321 Clubes: Herediano y Belén                   | Estadio Municipal Ciudad: Pérez Zeledón, San José Capacidad: 6.100 Club: Pérez Zeledón             | Estadio Edgardo Baltodano Ciudad: Liberia, Guanacaste Capacidad: 5.797 Club: Liberia |
| | |                                                                                      |
| Estadio Ebal Rodríguez Ciudad: Guápiles, Limón Capacidad: 4.500 Club: Santos de Guápiles             | Estadio "Coyella" Fonseca Ciudad: Goicoechea, San José Capacidad: 4.500 Sede alterna               | Estadio Juan Gobán Ciudad: Limón Capacidad: 3.000 Club: Limón                        |
| | |                                                                                      |
| Estadio El Labrador Ciudad: Vázquez de Coronado, San José Capacidad: 2.500 Club: Uruguay de Coronado | Estadio Ecológico Ciudad: Montes de Oca, San José Capacidad: 1.800 Club: Universidad de Costa Rica |                                                                                      |

## Fase de clasificación

### Tabla de posiciones
|     | Equipos                        |  | PJ | PG | PE | PP | GF | GC | Dif. | Pts. |
| --- | ------------------------------ |  | -- | -- | -- | -- | -- | -- | ---- | ---- |
| 1.  | C.S. Herediano                 |  | 22 | 16 | 2  | 4  | 35 | 13 | +22  | 50   |
| 2.  | Deportivo Saprissa             |  | 22 | 15 | 2  | 5  | 36 | 16 | +20  | 47   |
| 3.  | L.D. Alajuelense               |  | 22 | 13 | 3  | 6  | 47 | 22 | +25  | 42   |
| 4.  | Belén F.C.                     |  | 22 | 11 | 6  | 5  | 27 | 14 | +13  | 39   |
| 5.  | C.F. Universidad de Costa Rica |  | 22 | 9  | 5  | 8  | 29 | 29 | 0    | 32   |
| 6.  | C.S. Cartaginés                |  | 22 | 9  | 4  | 9  | 25 | 26 | -1   | 31   |
| 7.  | Pérez Zeledón                  |  | 22 | 9  | 2  | 11 | 28 | 30 | -2   | 29   |
| 8.  | Municipal Liberia              |  | 22 | 7  | 4  | 11 | 19 | 27 | -8   | 25   |
| 9.  | A.D. Carmelita                 |  | 22 | 6  | 5  | 11 | 25 | 40 | -15  | 23   |
| 10. | Limón F.C.                     |  | 22 | 6  | 3  | 13 | 15 | 36 | -21  | 21   |
| 11. | Santos de Guápiles             |  | 22 | 5  | 3  | 14 | 18 | 34 | -16  | 18   |
| 12. | C.S. Uruguay de Coronado       |  | 22 | 4  | 5  | 13 | 16 | 33 | -17  | 17   |

| Simbología |
| --- |
| Pos – Posición; PJ – Partidos Jugados; PG - Partidos Ganados; PE - Partidos Empatados; PP - Partidos Perdidos; GF – Goles a Favor; GC – Goles en Contra; DIF – Diferencia de Goles; PTS - Puntos. |

|  | Líder, clasifica a las semifinales (1º Lugar). |
|  | Clasifican a las semifinales (2º a 4º Lugar).  |
|  | Último lugar.                                  |

### Tabla general acumulada
|     | Equipos                        |  | PJ | PG | PE | PP | GF | GC | Dif. | Pts. |
| --- | ------------------------------ |  | -- | -- | -- | -- | -- | -- | ---- | ---- |
| 1.  | C.S. Herediano                 |  | 44 | 29 | 6  | 9  | 66 | 28 | +38  | 93   |
| 2.  | L.D. Alajuelense               |  | 44 | 26 | 9  | 9  | 89 | 39 | +50  | 87   |
| 3.  | Deportivo Saprissa             |  | 44 | 26 | 8  | 10 | 81 | 35 | +46  | 86   |
| 4.  | C.S. Cartaginés                |  | 44 | 19 | 10 | 15 | 56 | 58 | -2   | 67   |
| 5.  | Belén F.C.                     |  | 44 | 16 | 12 | 16 | 54 | 54 | 0    | 60   |
| 6.  | C.F. Universidad de Costa Rica |  | 44 | 17 | 8  | 19 | 59 | 54 | +5   | 59   |
| 7.  | Limón F.C.                     |  | 44 | 16 | 10 | 18 | 54 | 69 | -15  | 58   |
| 8.  | Santos de Guápiles             |  | 44 | 14 | 10 | 20 | 50 | 66 | -16  | 52   |
| 9.  | Municipal Liberia              |  | 44 | 12 | 10 | 22 | 44 | 69 | -25  | 46   |
| 10. | Pérez Zeledón                  |  | 44 | 13 | 8  | 23 | 53 | 71 | -18  | 44   |
| 11. | A.D. Carmelita                 |  | 44 | 11 | 10 | 23 | 37 | 72 | -35  | 43   |
| 12. | C.S. Uruguay de Coronado       |  | 44 | 10 | 11 | 23 | 43 | 65 | -22  | 41   |

|  | Clasificados a la Liga de Campeones 2016-17. |
|  | Descendido a la Liga Movistar.               |

### Evolución de la clasificación
| Equipo / Jornada                  | 01 | 02 | 03 | 04 | 05 | 06 | 07 | 08 | 09 | 10 | 11 | 12 | 13 | 14 | 15 | 16 | 17 | 18 | 19 | 20 | 21 | 22 |
| --------------------------------- | -- | -- | -- | -- | -- | -- | -- | -- | -- | -- | -- | -- | -- | -- | -- | -- | -- | -- | -- | -- | -- | -- |
| Herediano                         | 3  | 1  | 2  | 2  | 3  | 3  | 4  | 4  | 2  | 2  | 1  | 2  | 2  | 1  | 2  | 1  | 1  | 1  | 2  | 2  | 1  | 1  |
| Saprissa                          | 4  | 2  | 1  | 3  | 5  | 5  | 3  | 1  | 3  | 3  | 2  | 3  | 3  | 3  | 1  | 3  | 3  | 2  | 1  | 1  | 2  | 2  |
| Alajuelense                       | 9  | 5  | 4  | 4  | 2  | 1  | 1  | 2  | 1  | 1  | 3  | 1  | 1  | 2  | 3  | 2  | 2  | 3  | 3  | 3  | 3  | 3  |
| Belén                             | 7  | 6  | 8  | 7  | 7  | 6  | 6  | 5  | 4  | 4  | 4  | 4  | 4  | 4  | 4  | 4  | 4  | 4  | 4  | 4  | 4  | 4  |
| UCR                               | 2  | 4  | 6  | 6  | 6  | 7  | 7  | 7  | 7  | 8  | 8  | 6  | 6  | 6  | 5  | 5  | 5  | 6  | 6  | 7  | 7  | 5  |
| Cartaginés                        | 6  | 7  | 5  | 5  | 4  | 4  | 5  | 6  | 6  | 7  | 6  | 7  | 7  | 7  | 7  | 7  | 6  | 7  | 7  | 6  | 5  | 6  |
| Pérez Zeledón                     | 1  | 3  | 3  | 1  | 1  | 2  | 2  | 3  | 5  | 5  | 5  | 5  | 5  | 5  | 6  | 6  | 8  | 5  | 5  | 5  | 6  | 7  |
| Liberia                           | 10 | 11 | 9  | 8  | 9  | 8  | 8  | 8  | 8  | 6  | 7  | 8  | 8  | 8  | 8  | 8  | 7  | 8  | 8  | 8  | 8  | 8  |
| Carmelita                         | 11 | 10 | 11 | 11 | 11 | 11 | 11 | 12 | 12 | 12 | 12 | 12 | 12 | 12 | 12 | 12 | 12 | 12 | 11 | 11 | 9  | 9  |
| Limón                             | 8  | 9  | 10 | 10 | 10 | 10 | 12 | 10 | 10 | 10 | 11 | 11 | 11 | 11 | 11 | 10 | 10 | 10 | 10 | 12 | 11 | 10 |
| Santos                            | 12 | 12 | 12 | 12 | 12 | 12 | 10 | 11 | 11 | 11 | 10 | 10 | 10 | 10 | 10 | 11 | 11 | 11 | 12 | 9  | 10 | 11 |
| Uruguay                           | 5  | 8  | 7  | 9  | 8  | 9  | 9  | 9  | 9  | 9  | 9  | 9  | 9  | 9  | 9  | 9  | 9  | 9  | 9  | 10 | 12 | 12 |
| Última actualización: 24 de abril |    |    |    |    |    |    |    |    |    |    |    |    |    |    |    |    |    |    |    |    |    |    |

### Resumen de resultados
| Local / Visita                    | ADC   | BEL   | CSC   | CSH   | CSU   | SAP   | LDA   | LFC   | MPZ   | LIB   | SAN   | UCR   |
| --------------------------------- | ----- | ----- | ----- | ----- | ----- | ----- | ----- | ----- | ----- | ----- | ----- | ----- |
| A.D. Carmelita                    |       | 0 - 0 | 1 - 1 | 2 - 2 | 1 - 0 | 1 - 3 | 0 - 1 | 0 - 1 | 1 - 2 | 1 - 0 | 0 - 5 | 2 - 4 |
| Belén F.C.                        | 1 - 0 |       | 1 - 0 | 0 - 1 | 2 - 0 | 3 - 0 | 1 - 1 | 3 - 0 | 1 - 0 | 1 - 0 | 1 - 1 | 2 - 2 |
| C.S. Cartaginés                   | 2 - 3 | 1 - 0 |       | 1 - 0 | 2 - 2 | 1 - 4 | 3 - 3 | 1 - 0 | 2 - 1 | 1 - 0 | 3 - 0 | 2 - 1 |
| C.S. Herediano                    | 3 - 1 | 1 - 0 | 1 - 0 |       | 2 - 0 | 2 - 0 | 2 - 1 | 4 - 0 | 2 - 0 | 2 - 0 | 2 - 0 | 2 - 1 |
| C.S. Uruguay de Coronado          | 2 - 2 | 1 - 2 | 0 - 1 | 0 - 1 |       | 0 - 1 | 1 - 0 | 1 - 1 | 3 - 0 | 1 - 1 | 2 - 1 | 0 - 1 |
| Deportivo Saprissa                | 4 - 0 | 2 - 1 | 2 - 0 | 1 - 0 | 3 - 0 |       | 1 - 0 | 0 - 0 | 0 - 1 | 2 - 1 | 1 - 0 | 3 - 0 |
| L.D. Alajuelense                  | 3 - 0 | 1 - 3 | 3 - 1 | 2 - 1 | 4 - 0 | 1 - 0 |       | 4 - 0 | 4 - 1 | 4 - 0 | 4 - 2 | 4 - 0 |
| Limón F.C.                        | 1 - 4 | 2 - 1 | 1 - 0 | 0 - 1 | 3 - 1 | 1 - 2 | 1 - 0 |       | 1 - 0 | 0 - 1 | 2 - 4 | 1 - 1 |
| Pérez Zeledón                     | 1 - 2 | 0 - 1 | 0 - 2 | 2 - 2 | 4 - 0 | 2 - 1 | 2 - 2 | 2 - 0 |       | 1 - 0 | 3 - 0 | 2 - 0 |
| Municipal Liberia                 | 1 - 1 | 0 - 0 | 2 - 1 | 1 - 0 | 0 - 2 | 1 - 1 | 1 - 2 | 1 - 0 | 3 - 2 |       | 3 - 0 | 1 - 2 |
| Santos de Guápiles                | 0 - 1 | 0 - 2 | 0 - 0 | 0 - 2 | 1 - 0 | 0 - 3 | 0 - 2 | 1 - 0 | 3 - 1 | 0 - 1 |       | 0 - 0 |
| C.F. Universidad de Costa Rica    | 3 - 2 | 1 - 1 | 1 - 0 | 1 - 2 | 0 - 0 | 1 - 2 | 2 - 1 | 4 - 0 | 0 - 1 | 3 - 1 | 1 - 0 |       |
| Última actualización: 24 de abril |       |       |       |       |       |       |       |       |       |       |       |       |

|  | Victoria del conjunto local     |
|  | Empate                          |
|  | Victoria del conjunto visitante |

## Jornadas
- Los horarios son correspondientes al tiempo de Costa Rica (UTC-6).

### Primera vuelta
| Pérez Zeledón      | 3 - 0 | Santos de Guápiles | Estadio Keylor Navas      | 16 de enero | 03:00 p. m. | Teletica |
| CS Uruguay         | 1 - 0 | LD Alajuelense     | Estadio El Labrador       | 16 de enero | 08:00 p. m. | Repretel |
| CS Cartaginés      | 1 - 0 | Limón FC           | Estadio "Fello" Meza      | 17 de enero | 02:30 p. m. | Teletica |
| Universidad de CR  | 3 - 1 | Municipal Liberia  | Estadio Ecológico         | 17 de enero | 03:00 p. m. | Teletica |
| CS Herediano       | 3 - 1 | AD Carmelita       | Estadio "Coyella" Fonseca | 17 de enero | 05:00 p. m. | Repretel |
| Deportivo Saprissa | 2 - 1 | Belén FC           | Estadio Saprissa          | 17 de enero | 05:00 p. m. | Teletica |

| CS Herediano       | 2 - 0 | CS Uruguay         | Estadio "Coyella" Fonseca         | 23 de enero | 08:00 p. m. | Repretel |
| Municipal Liberia  | 1 - 2 | LD Alajuelense     | Estadio Edgardo Baltodano Briceño | 24 de enero | 01:30 p. m. | Teletica |
| AD Carmelita       | 1 - 2 | Pérez Zeledón      | Estadio Morera Soto               | 24 de enero | 01:30 p. m. | Repretel |
| Limón FC           | 1 - 1 | Universidad de CR  | Estadio Juan Gobán                | 24 de enero | 02:00 p. m. | Repretel |
| Belén FC           | 1 - 0 | CS Cartaginés      | Estadio Rosabal Cordero           | 24 de enero | 04:30 p. m. | Repretel |
| Santos de Guápiles | 0 - 3 | Deportivo Saprissa | Estadio Ebal Rodríguez            | 24 de enero | No se jugó. | Teletica |

| CS Uruguay         | 1 - 1 | Municipal Liberia  | Estadio El Labrador       | 26 de enero | 08:00 p. m. | Repretel |
| Pérez Zeledón      | 2 - 2 | CS Herediano       | Estadio Keylor Navas      | 27 de enero | 03:00 p. m. | Teletica |
| Universidad de CR  | 1 - 1 | Belén FC           | Estadio "Coyella" Fonseca | 27 de enero | 06:00 p. m. | Repretel |
| CS Cartaginés      | 3 - 0 | Santos de Guápiles | Estadio "Fello" Meza      | 27 de enero | no se jugó. | Teletica |
| Deportivo Saprissa | 4 - 0 | AD Carmelita       | Estadio Saprissa          | 27 de enero | 08:00 p. m. | Teletica |
| LD Alajuelense     | 4 - 0 | Limón FC           | Estadio Morera Soto       | 27 de enero | 08:00 p. m. | Repretel |

| CS Herediano       | 2 - 0 | Deportivo Saprissa | Estadio Rosabal Cordero | 30 de enero | 08:00 p. m. | Repretel |
| Pérez Zeledón      | 4 - 0 | CS Uruguay         | Estadio Keylor Navas    | 31 de enero | 01:30 p. m. | Teletica |
| Limón FC           | 0 - 1 | Municipal Liberia  | Estadio Juan Gobán      | 31 de enero | 02:00 p. m. | Repretel |
| AD Carmelita       | 1 - 1 | CS Cartaginés      | Estadio Morera Soto     | 31 de enero | 03:00 p. m. | Repretel |
| Santos de Guápiles | 0 - 0 | Universidad CR     | Estadio Ebal Rodríguez  | 31 de enero | 03:30 p. m. | Teletica |
| Belén FC           | 1 - 1 | LD Alajuelense     | Estadio Rosabal Cordero | 31 de enero | 04:30 p. m. | Repretel |

| Universidad CR     | 3 - 2 | AD Carmelita       | Estadio "Coyella" Fonseca | 3 de febrero | 06:00 p. m. | Repretel |
| CS Uruguay         | 1 - 1 | Limón FC           | Estadio El Labrador       | 3 de febrero | 07:00 p. m. | Repretel |
| CS Cartaginés      | 1 - 0 | CS Herediano       | Estadio "Fello" Meza      | 3 de febrero | 08:00 p. m. | Teletica |
| Municipal Liberia  | 0 - 0 | Belén FC           | Estadio Edgardo Baltodano | 4 de febrero | 03:00 p. m. | Teletica |
| Deportivo Saprissa | 0 - 1 | Pérez Zeledón      | Estadio Saprissa          | 4 de febrero | 08:00 p. m. | Teletica |
| LD Alajuelense     | 4 - 2 | Santos de Guápiles | Estadio Morera Soto       | 4 de febrero | 08:00 p. m. | Repretel |

| CS Herediano       | 2 - 1 | Universidad de CR | Estadio Rosabal Cordero | 9 de febrero  | 08:00 p. m. | Repretel |
| AD Carmelita       | 0 - 1 | LD Alajuelense    | Estadio Morera Soto     | 9 de febrero  | 08:00 p. m. | Repretel |
| Santos de Guápiles | 0 - 1 | Municipal Liberia | Estadio Ebal Rodríguez  | 10 de febrero | 03:00 p. m. | Teletica |
| Pérez Zeledón      | 0 - 2 | CS Cartaginés     | Estadio Keylor Navas    | 10 de febrero | 03:00 p. m. | Teletica |
| Deportivo Saprissa | 3 - 0 | CS Uruguay        | Estadio Saprissa        | 10 de febrero | 08:00 p. m. | Teletica |
| Belén FC           | 3 - 0 | Limón FC          | Estadio Rosabal Cordero | 11 de febrero | 08:00 p. m. | Repretel |

| LD Alajuelense    | 2 - 1 | CS Herediano       | Estadio Morera Soto       | 13 de febrero | 08:00 p. m. | Repretel |
| Universidad de CR | 0 - 1 | Pérez Zeledón      | Estadio Ecológico         | 14 de febrero | 01:30 p. m. | Repretel |
| Limón FC          | 2 - 4 | Santos de Guápiles | Estadio Juan Gobán        | 14 de febrero | 02:00 p. m. | Repretel |
| Municipal Liberia | 1 - 1 | AD Carmelita       | Estadio Edgardo Baltodano | 14 de febrero | 03:00 p. m. | Teletica |
| CS Cartaginés     | 1 - 4 | Deportivo Saprissa | Estadio "Fello" Meza      | 14 de febrero | 04:00 p. m. | Teletica |
| CS Uruguay        | 1 - 2 | Belén FC           | Estadio El Labrador       | 14 de febrero | 04:30 p. m. | Repretel |

| Santos de Guápiles | 0 - 2 | Belén FC          | Estadio Ebal Rodríguez  | 17 de febrero | 03:00 p. m. | Teletica |
| Pérez Zeledón      | 2 - 2 | LD Alajuelense    | Estadio Keylor Navas    | 17 de febrero | 03:30 p. m. | Teletica |
| AD Carmelita       | 0 - 1 | Limón FC          | Estadio Morera Soto     | 17 de febrero | 08:00 p. m. | Repretel |
| Deportivo Saprissa | 3 - 0 | Universidad de CR | Estadio Saprissa        | 17 de febrero | 08:00 p. m. | Teletica |
| CS Herediano       | 2 - 0 | Municipal Liberia | Estadio Rosabal Cordero | 17 de febrero | 08:00 p. m. | Repretel |
| CS Cartaginés      | 2 - 2 | CS Uruguay        | Estadio "Fello" Meza    | 17 de febrero | 08:00 p. m. | Teletica |

| CS Uruguay        | 2 - 1 | Santos de Guápiles | Estadio El Labrador       | 20 de febrero | 08:00 p. m. | Repretel |
| Municipal Liberia | 3 - 2 | Pérez Zeledón      | Estadio Edgardo Baltodano | 21 de febrero | 01:30 p. m. | Teletica |
| Limón FC          | 0 - 1 | CS Herediano       | Estadio Juan Gobán        | 21 de febrero | 02:00 p. m. | Repretel |
| Belén FC          | 1 - 0 | AD Carmelita       | Estadio Rosabal Cordero   | 21 de febrero | 02:00 p. m. | Repretel |
| Universidad CR    | 1 - 0 | CS Cartaginés      | Estadio Ecológico         | 21 de febrero | 03:30 p. m. | Teletica |
| LD Alajuelense    | 1 - 0 | Deportivo Saprissa | Estadio Morera Soto       | 21 de febrero | 04:30 p. m. | Repretel |

| Municipal Liberia  | 2 - 1 | CS Cartaginés      | Estadio Edgardo Baltodano | 24 de febrero | 03:00 p. m. | Teletica |
| Belén FC           | 1 - 0 | Pérez Zeledón      | Estadio Rosabal Cordero   | 24 de febrero | 03:00 p. m. | Repretel |
| Limón FC           | 1 - 2 | Deportivo Saprissa | Estadio Juan Gobán        | 24 de febrero | 03:00 p. m. | Repretel |
| Santos de Guápiles | 0 - 2 | CS Herediano       | Estadio "Coyella" Fonseca | 24 de febrero | 08:00 p. m. | Teletica |
| LD Alajuelense     | 4 - 0 | Universidad CR     | Estadio Morera Soto       | 24 de febrero | 08:00 p. m. | Repretel |
| CS Uruguay         | 2 - 2 | AD Carmelita       | Estadio El Labrador       | 25 de febrero | 08:00 p. m. | Repretel |

| CS Herediano       | 1 - 0 | Belén FC           | Estadio Rosabal Cordero | 27 de febrero | 08:00 p. m. | Repretel |
| CS Cartaginés      | 3 - 3 | LD Alajuelense     | Estadio "Fello" Meza    | 28 de febrero | 02:00 p. m. | Teletica |
| Universidad de CR  | 0 - 0 | CS Uruguay         | Estadio Ecológico       | 28 de febrero | 03:00 p. m. | Repretel |
| Pérez Zeledón      | 2 - 0 | Limón FC           | Estadio Keylor Navas    | 28 de febrero | 03:00 p. m. | Teletica |
| Deportivo Saprissa | 2 - 1 | Municipal Liberia  | Estadio Saprissa        | 28 de febrero | 04:00 p. m. | Teletica |
| AD Carmelita       | 0 - 5 | Santos de Guápiles | Estadio Morera Soto     | 28 de febrero | 07:00 p. m. | Repretel |

### Segunda vuelta
| LD Alajuelense     | 4 - 0 | CS Uruguay         | Estadio Morera Soto               | 5 de marzo | 08:00 p. m. | Repretel |
| Municipal Liberia  | 1 - 2 | Universidad de CR  | Estadio Edgardo Baltodano Briceño | 6 de marzo | 01:30 p. m. | Teletica |
| Limón FC           | 1 - 0 | CS Cartaginés      | Estadio Juan Gobán                | 6 de marzo | 02:00 p. m. | Repretel |
| Santos de Guápiles | 3 - 1 | Pérez Zeledón      | Estadio Ebal Rodríguez            | 6 de marzo | 03:30 p. m. | Teletica |
| AD Carmelita       | 2 - 2 | CS Herediano       | Estadio Morera Soto               | 6 de marzo | 04:00 p. m. | Repretel |
| Belén FC           | 3 - 0 | Deportivo Saprissa | Estadio Rosabal Cordero           | 6 de marzo | 04:30 p. m. | Repretel |

| CS Uruguay         | 0 - 1 | CS Herediano       | Estadio El Labrador  | 8 de marzo  | 08:00 p. m. | Repretel |
| Universidad de CR  | 4 - 0 | Limón FC           | Estadio Ecológico    | 9 de marzo  | 03:00 p. m. | Repretel |
| Pérez Zeledón      | 1 - 2 | AD Carmelita       | Estadio Keylor Navas | 9 de marzo  | 03:35 p. m. | Teletica |
| LD Alajuelense     | 4 - 0 | Municipal Liberia  | Estadio Morera Soto  | 9 de marzo  | 08:00 p. m. | Repretel |
| CS Cartaginés      | 1 - 0 | Belén FC           | Estadio "Fello" Meza | 9 de marzo  | 08:00 p. m. | Teletica |
| Deportivo Saprissa | 1 - 0 | Santos de Guápiles | Estadio Saprissa     | 10 de marzo | 08:00 p. m. | Teletica |

| Club Sport Herediano | 2 - 0 | Municipal Pérez Zeledón | Estadio Rosabal Cordero           | 12 de marzo | 08:00 p. m. | Repretel |
| Municipal Liberia    | 0 - 2 | CS Uruguay              | Estadio Edgardo Baltodano Briceño | 13 de marzo | 01:30 p. m. | Teletica |
| Limón FC             | 1 - 0 | LD Alajuelense          | Estadio Juan Goban                | 13 de marzo | 02:00 p. m. | Repretel |
| AD Carmelita         | 1 - 3 | Deportivo Saprissa      | Estadio Morera Soto               | 13 de marzo | 03:00 p. m. | Repretel |
| Santos de Guápiles   | 0 - 0 | CS Cartaginés           | Estadio Ebal Rodríguez            | 13 de marzo | 03:30 p. m. | Teletica |
| Belén FC             | 2 - 2 | Universidad de CR       | Estadio Eladio Rosabal Cordero    | 13 de marzo | 04:30 p. m. | Repretel |

| Universidad de CR  | 1 - 0 | Santos de Guápiles | Estadio Ecológico                 | 19 de marzo | 03:00 p. m. | Repretel |
| LD Alajuelense     | 1 - 3 | Belén FC           | Estadio Morera Soto               | 19 de marzo | 08:00 p. m. | Repretel |
| CS Cartaginés      | 2 - 3 | AD Carmelita       | Estadio "Fello" Meza              | 20 de marzo | 01:30 p. m. | Teletica |
| Municipal Liberia  | 1 - 0 | Limón FC           | Estadio Edgardo Baltodano Briceño | 20 de marzo | 03:00 p. m. | Teletica |
| Deportivo Saprissa | 1 - 0 | CS Herediano       | Estadio Saprissa                  | 20 de marzo | 04:00 p. m. | Teletica |
| CS Uruguay         | 3 - 0 | Pérez Zeledón      | Estadio El Labrador               | 20 de marzo | 04:30 p. m. | Repretel |

| Belén FC             | 1 - 0 | Municipal Liberia | Estadio Rosabal Cordero | 23 de marzo | 03:00 p. m. | Repretel |
| Club Sport Herediano | 1 - 0 | CS Cartaginés     | Estadio Rosabal Cordero | 26 de marzo | 08:00 p. m. | Repretel |
| AD Carmelita         | 2 - 4 | Universidad de CR | Estadio Morera Soto     | 27 de marzo | 03:00 p. m. | Repretel |
| Limón FC             | 3 - 1 | CS Uruguay        | Estadio Juan Gobán      | 27 de marzo | 03:00 p. m. | Repretel |

| CS Uruguay        | 0 - 1 | Deportivo Saprissa | Estadio El Labrador       | 2 de abril | 08:00 p. m. | Repretel |
| Municipal Liberia | 3 - 0 | Santos de Guápiles | Estadio Edgardo Baltodano | 3 de abril | 01:30 p. m. | Teletica |
| Limón FC          | 2 - 1 | Belén FC           | Estadio Juan Gobán        | 3 de abril | 02:00 p. m. | Repretel |
| CS Cartaginés     | 2 - 1 | Pérez Zeledón      | Estadio "Fello" Meza      | 3 de abril | 04:00 p. m. | Teletica |
| Universidad de CR | 1 - 2 | CS Herediano       | Estadio "Coyella" Fonseca | 3 de abril | 04:30 p. m. | Repretel |
| LD Alajuelense    | 3 - 0 | AD Carmelita       | Estadio Morera Soto       | 4 de abril | 08:00 p. m. | Repretel |

| CS Herediano       | 2 - 1 | LD Alajuelense    | Estadio Rosabal Cordero | 9 de abril  | 08:00 p. m. | Repretel |
| Pérez Zeledón      | 2 - 0 | Universidad de CR | Estadio Keylor Navas    | 10 de abril | 01:30 p. m. | Teletica |
| AD Carmelita       | 1 - 0 | Municipal Liberia | Estadio Morera Soto     | 10 de abril | 03:00 p. m. | Repretel |
| Santos de Guápiles | 1 - 0 | Limón FC          | Estadio Ebal Rodríguez  | 10 de abril | 03:00 p. m. | Teletica |
| Belén FC           | 2 - 0 | CS Uruguay        | Estadio Rosabal Cordero | 10 de abril | 04:30 p. m. | Repretel |
| Deportivo Saprissa | 2 - 0 | CS Cartaginés     | Estadio Saprissa        | 10 de abril | 05:00 p. m. | Teletica |

| Belén FC          | 1 - 1 | Santos de Guápiles | Estadio Rosabal Cordero   | 13 de abril | 03:00 p. m. | Repretel |
| Limón FC          | 1 - 4 | AD Carmelita       | Estadio Juan Gobán        | 13 de abril | 03:00 p. m. | Repretel |
| Municipal Liberia | 1 - 0 | CS Herediano       | Estadio Edgardo Baltodano | 13 de abril | 08:00 p. m. | Teletica |
| LD Alajuelense    | 4 - 1 | Pérez Zeledón      | Estadio Morera Soto       | 13 de abril | 08:00 p. m. | Repretel |
| Universidad de CR | 1 - 2 | Deportivo Saprissa | Estadio "Coyella" Fonseca | 13 de abril | 08:00 p. m. | Repretel |
| CS Uruguay        | 0 - 1 | CS Cartaginés      | Estadio El Labrador       | 14 de abril | 08:00 p. m. | Repretel |

| CS Cartaginés      | 2 - 1 | Universidad CR    | Estadio "Fello" Meza    | 17 de abril | 02:00 p. m. | Teletica |
| Pérez Zeledón      | 1 - 0 | Municipal Liberia | Estadio Keylor Navas    | 17 de abril | 03:00 p. m. | Teletica |
| Santos de Guápiles | 1 - 0 | CS Uruguay        | Estadio Ebal Rodríguez  | 17 de abril | 03:00 p. m. | Teletica |
| AD Carmelita       | 0 - 0 | Belén FC          | Estadio Morera Soto     | 17 de abril | 03:00 p. m. | Repretel |
| Deportivo Saprissa | 1 - 0 | LD Alajuelense    | Estadio Saprissa        | 17 de abril | 05:00 p. m. | Teletica |
| CS Herediano       | 4 - 0 | Limón FC          | Estadio Rosabal Cordero | 17 de abril | 07:00 p. m. | Repretel |

| Pérez Zeledón      | 0 - 1 | Belén FC           | Estadio Keylor Navas      | 20 de abril | 03:00 p. m. | Teletica |
| CS Cartaginés      | 1 - 0 | Municipal Liberia  | Estadio "Fello" Meza      | 20 de abril | 03:00 p. m. | Teletica |
| Universidad de CR  | 2 - 1 | LD Alajuelense     | Estadio "Coyella" Fonseca | 20 de abril | 08:00 p. m. | Repretel |
| AD Carmelita       | 1 - 0 | CS Uruguay         | Estadio Morera Soto       | 20 de abril | 08:00 p. m. | Repretel |
| Deportivo Saprissa | 0 - 0 | Limón FC           | Estadio Saprissa          | 20 de abril | 08:00 p. m. | Teletica |
| CS Herediano       | 2 - 0 | Santos de Guápiles | Estadio Rosabal Cordero   | 21 de abril | 08:00 p. m. | Repretel |

| LD Alajuelense     | 3 - 1 | CS Cartaginés      | Estadio Morera Soto               | 24 de abril | 03:00 p. m. | Repretel |
| Municipal Liberia  | 1 - 1 | Deportivo Saprissa | Estadio Edgardo Baltodano Briceño | 24 de abril | 03:00 p. m. | Teletica |
| Belén FC           | 0 - 1 | CS Herediano       | Estadio Rosabal Cordero           | 24 de abril | 03:00 p. m. | Repretel |
| Limón FC           | 1 - 0 | Pérez Zeledón      | Estadio Juan Gobán                | 24 de abril | 03:00 p. m. | Repretel |
| CS Uruguay         | 0 - 1 | Universidad de CR  | Estadio El Labrador               | 24 de abril | 03:00 p. m. | Repretel |
| Santos de Guápiles | 0 - 1 | AD Carmelita       | Estadio Ebal Rodríguez            | 24 de abril | 03:00 p. m. | Teletica |

### Reprogramación de Partidos
| Santos de Guápiles | 0 - 2 | LD Alajuelense     | Estadio "Coyella" Fonseca | 30 de marzo | 08:00 p. m. | Teletica |
| Pérez Zeledón      | 2 - 1 | Deportivo Saprissa | Estadio Keylor Navas      | 6 de abril  | 03:00 p. m. | Teletica |

## Fase Final
|  | Semifinales                                      | Semifinales                                      | Semifinales                                      | Semifinales                                      | Semifinales                                      |   |                | Final                               | Final                               | Final                               | Final                               | Final                               |  |
|  | 30 de abril y 1 de mayo (Ida) 4 de mayo (Vuelta) | 30 de abril y 1 de mayo (Ida) 4 de mayo (Vuelta) | 30 de abril y 1 de mayo (Ida) 4 de mayo (Vuelta) | 30 de abril y 1 de mayo (Ida) 4 de mayo (Vuelta) | 30 de abril y 1 de mayo (Ida) 4 de mayo (Vuelta) |   |                | 9 de mayo (Ida) 14 de mayo (Vuelta) | 9 de mayo (Ida) 14 de mayo (Vuelta) | 9 de mayo (Ida) 14 de mayo (Vuelta) | 9 de mayo (Ida) 14 de mayo (Vuelta) | 9 de mayo (Ida) 14 de mayo (Vuelta) |  |
|  |                                                  |                                                  |                                                  |                                                  |                                                  |   |                |                                     |                                     |                                     |                                     |                                     |  |
|  |                                                  |                                                  |                                                  |                                                  |                                                  |   |                |                                     |                                     |                                     |                                     |                                     |  |
|  | 1                                                | C.S. Herediano                                   | 1                                                | 1                                                | 2                                                |   |                |                                     |                                     |                                     |                                     |                                     |  |
|  | 1                                                | C.S. Herediano                                   | 1                                                | 1                                                | 2                                                |   |                |                                     |                                     |                                     |                                     |                                     |  |
|  | 4                                                | Belén F.C.                                       | 1                                                | 1                                                | 2                                                |   |                |                                     |                                     |                                     |                                     |                                     |  |
|  | 4                                                | Belén F.C.                                       | 1                                                | 1                                                | 2                                                |   | C.S. Herediano | C.S. Herediano                      | 1                                   | 2                                   | 3                                   |                                     |  |
|  |                                                  |                                                  |                                                  |                                                  |                                                  |   | C.S. Herediano | C.S. Herediano                      | 1                                   | 2                                   | 3                                   |                                     |  |
|  |                                                  |                                                  | L.D. Alajuelense                                 | L.D. Alajuelense                                 | 0                                                | 0 | 0              |                                     |                                     |                                     |                                     |                                     |  |
|  | 2                                                | Deportivo Saprissa                               | L.D. Alajuelense                                 | L.D. Alajuelense                                 | 0                                                | 0 | 0              | 0                                   | 1                                   | 1                                   |                                     |                                     |  |
|  | 2                                                | Deportivo Saprissa                               |                                                  |                                                  |                                                  |   |                | 0                                   | 1                                   | 1                                   |                                     |                                     |  |
|  | 3                                                | L.D. Alajuelense                                 | 2                                                | 3                                                | 5                                                |   |                |                                     |                                     |                                     |                                     |                                     |  |
|  | 3                                                | L.D. Alajuelense                                 | 2                                                | 3                                                | 5                                                |   |                |                                     |                                     |                                     |                                     |                                     |  |
|  |                                                  |                                                  |                                                  |                                                  |                                                  |   |                |                                     |                                     |                                     |                                     |                                     |  |

## Semifinales

### Herediano-Belén
| 1 de mayo de 2016, 19:00 | Belén F.C. | 1:1 (1:1) | C.S. Herediano | Estadio Rosabal Cordero, Heredia                                  |                                                                   |
|                          | Torres 6'  |           | Salazar 40'    | Asistencia: 3.211 espectadores Árbitro(s): Jeffrey Solís Calderón | Asistencia: 3.211 espectadores Árbitro(s): Jeffrey Solís Calderón |

| 4 de mayo de 2016, 19:00 | C.S. Herediano | 1:1 (0:0) | Belén F.C. | Estadio Rosabal Cordero, Heredia                        |                                                         |
| | Núñez 66'      |           | López 53'  | Asistencia: 5.640 espectadores Árbitro(s): Allen Quirós | Asistencia: 5.640 espectadores Árbitro(s): Allen Quirós |
| A pesar de la igualdad en ambos juegos, el equipo ganador fue el Herediano debido a la ventaja deportiva obtenida en la fase anterior. |                |           |            |                                                         |                                                         |

### Saprissa-Alajuelense
| 30 de abril de 2016, 20:00 | L.D. Alajuelense      | 2:0 (1:0) | Deportivo Saprissa | Estadio Morera Soto, Alajuela                              |                                                            |
|                            | Ortiz 45' · Rojas 88' |           |                    | Asistencia: 13.771 espectadores Árbitro(s): Randall Poveda | Asistencia: 13.771 espectadores Árbitro(s): Randall Poveda |

| 4 de mayo de 2016, 20:00 | Deportivo Saprissa | 1:3 (0:1) | L.D. Alajuelense                      | Estadio Ricardo Saprissa, Tibás, San José                   |                                                             |
|                          | Flores 83'         |           | Ortiz 19' 51' · Madrigal 90+3' (pen.) | Asistencia: 19.078 espectadores Árbitro(s): Ricardo Montero | Asistencia: 19.078 espectadores Árbitro(s): Ricardo Montero |

## Final

### Herediano-Alajuelense
| 9 de mayo de 2016, 20:00 | L.D. Alajuelense | 0:1 (0:0) | C.S. Herediano | Estadio Morera Soto, Alajuela                              |                                                            |
|                          |                  |           | Granados 90+1' | Asistencia: 16.033 espectadores Árbitro(s): Wálter Quesada | Asistencia: 16.033 espectadores Árbitro(s): Wálter Quesada |

| 14 de mayo de 2016, 20:00         | C.S. Herediano        | 2:0 (1:0) | LD Alajuelense | Estadio Rosabal Cordero, Heredia                           |                                                            |
|                                   | Cubero 10' · Ruiz 52' | Reporte   |                | Asistencia: 6.608 espectadores Árbitro(s): Ricardo Montero | Asistencia: 6.608 espectadores Árbitro(s): Ricardo Montero |
| Campeón del Torneo de Verano 2016 |                       |           |                |                                                            |                                                            |

#### Final - Ida
| 1     | POR   | Patrick Pemberton    |     |
| 30    | DEF   | Harold Cummings      |     |
| 4     | DEF   | Kenner Gutiérrez     |     |
| 3     | DEF   | Porfirio López       | 45' |
| 6     | DEF   | José Salvatierra     |     |
| 5     | MED   | Jorge Claros         |     |
| 96    | MED   | Pablo Gabas          |     |
| 16    | MED   | Allen Guevara        | 62' |
| 7     | MED   | Diego Madrigal       |     |
| 19    | DEL   | Jonathan McDonald    | 77' |
| 21    | DEL   | José Guillermo Ortiz |     |
| D. T. | D. T. | Javier Delgado       |     |

| 1     | POR   | Leonel Moreira         |     |
| 99    | DEF   | Keyner Brown           |     |
| 12    | DEF   | Leonardo González      |     |
| 4     | DEF   | Állan Miranda          | 75' |
| 21    | DEF   | Pablo Salazar          |     |
| 10    | MED   | Elías Aguilar          | 84' |
| 22    | MED   | José Miguel Cubero     |     |
| 5     | MED   | Óscar Esteban Granados |     |
| 29    | MED   | Esteban Ramírez        |     |
| 23    | DEL   | Víctor Nuñez           | 74' |
| 7     | DEL   | Yendrick Ruiz          |     |
| D. T. | D. T. | Hernán Medford         |     |

| 29 | Defensa        | Javier Loaiza  | 45' |
| 31 | Centrocampista | Harry Rojas    | 62' |
| 9  | Delantero      | Andrés Lezcano | 77' |

| 3  | Centrocampista | Antonio Pedroza | 74' |
| 77 | Centrocampista | Verny Scott     | 75' |
| 11 | Centrocampista | José Sánchez    | 84' |

| 90' | Óscar Esteban Granados | 0-1 |

| 32' | Jonathan McDonald |

| 26' · 77' | Leonardo González Verny Scott |

| Principal  | Wálter Quesada      |
| Asistentes | Osvaldo Luna        |
|            | Alejandro Fernández |
| Cuarto     | Adrián Chinchilla   |

|                    |     | [[Archivo:\|border\|30px]] |
| Tiros              | 8   | 7                          |
| Tiros a puerta     | 3   | 4                          |
| Faltas             | 14  | 19                         |
| Saques de esquina  | 4   | 2                          |
| Penaltis           | 0   | 0                          |
| Fueras de juego    | 3   | 2                          |
| Posesión del balón | 51% | 49%                        |

| Alineación inicial |

| 1     | POR   | Patrick Pemberton    |     |
| 30    | DEF   | Harold Cummings      |     |
| 4     | DEF   | Kenner Gutiérrez     |     |
| 3     | DEF   | Porfirio López       | 45' |
| 6     | DEF   | José Salvatierra     |     |
| 5     | MED   | Jorge Claros         |     |
| 96    | MED   | Pablo Gabas          |     |
| 16    | MED   | Allen Guevara        | 62' |
| 7     | MED   | Diego Madrigal       |     |
| 19    | DEL   | Jonathan McDonald    | 77' |
| 21    | DEL   | José Guillermo Ortiz |     |
| D. T. | D. T. | Javier Delgado       |     |

| 1     | POR   | Leonel Moreira         |     |
| 99    | DEF   | Keyner Brown           |     |
| 12    | DEF   | Leonardo González      |     |
| 4     | DEF   | Állan Miranda          | 75' |
| 21    | DEF   | Pablo Salazar          |     |
| 10    | MED   | Elías Aguilar          | 84' |
| 22    | MED   | José Miguel Cubero     |     |
| 5     | MED   | Óscar Esteban Granados |     |
| 29    | MED   | Esteban Ramírez        |     |
| 23    | DEL   | Víctor Nuñez           | 74' |
| 7     | DEL   | Yendrick Ruiz          |     |
| D. T. | D. T. | Hernán Medford         |     |

| 29 | Defensa        | Javier Loaiza  | 45' |
| 31 | Centrocampista | Harry Rojas    | 62' |
| 9  | Delantero      | Andrés Lezcano | 77' |

| 3  | Centrocampista | Antonio Pedroza | 74' |
| 77 | Centrocampista | Verny Scott     | 75' |
| 11 | Centrocampista | José Sánchez    | 84' |

| 90' | Óscar Esteban Granados | 0-1 |

| 32' | Jonathan McDonald |

| 26' · 77' | Leonardo González Verny Scott |

| Principal  | Wálter Quesada      |
| Asistentes | Osvaldo Luna        |
|            | Alejandro Fernández |
| Cuarto     | Adrián Chinchilla   |

|                    |     | [[Archivo:\|border\|30px]] |
| Tiros              | 8   | 7                          |
| Tiros a puerta     | 3   | 4                          |
| Faltas             | 14  | 19                         |
| Saques de esquina  | 4   | 2                          |
| Penaltis           | 0   | 0                          |
| Fueras de juego    | 3   | 2                          |
| Posesión del balón | 51% | 49%                        |

| Alineación inicial |

| 1     | POR   | Patrick Pemberton    |     |
| 30    | DEF   | Harold Cummings      |     |
| 4     | DEF   | Kenner Gutiérrez     |     |
| 3     | DEF   | Porfirio López       | 45' |
| 6     | DEF   | José Salvatierra     |     |
| 5     | MED   | Jorge Claros         |     |
| 96    | MED   | Pablo Gabas          |     |
| 16    | MED   | Allen Guevara        | 62' |
| 7     | MED   | Diego Madrigal       |     |
| 19    | DEL   | Jonathan McDonald    | 77' |
| 21    | DEL   | José Guillermo Ortiz |     |
| D. T. | D. T. | Javier Delgado       |     |

| 1     | POR   | Leonel Moreira         |     |
| 99    | DEF   | Keyner Brown           |     |
| 12    | DEF   | Leonardo González      |     |
| 4     | DEF   | Állan Miranda          | 75' |
| 21    | DEF   | Pablo Salazar          |     |
| 10    | MED   | Elías Aguilar          | 84' |
| 22    | MED   | José Miguel Cubero     |     |
| 5     | MED   | Óscar Esteban Granados |     |
| 29    | MED   | Esteban Ramírez        |     |
| 23    | DEL   | Víctor Nuñez           | 74' |
| 7     | DEL   | Yendrick Ruiz          |     |
| D. T. | D. T. | Hernán Medford         |     |

| 29 | Defensa        | Javier Loaiza  | 45' |
| 31 | Centrocampista | Harry Rojas    | 62' |
| 9  | Delantero      | Andrés Lezcano | 77' |

| 3  | Centrocampista | Antonio Pedroza | 74' |
| 77 | Centrocampista | Verny Scott     | 75' |
| 11 | Centrocampista | José Sánchez    | 84' |

| 90' | Óscar Esteban Granados | 0-1 |

| 32' | Jonathan McDonald |

| 26' · 77' | Leonardo González Verny Scott |

| Principal  | Wálter Quesada      |
| Asistentes | Osvaldo Luna        |
|            | Alejandro Fernández |
| Cuarto     | Adrián Chinchilla   |

|                    |     | [[Archivo:\|border\|30px]] |
| Tiros              | 8   | 7                          |
| Tiros a puerta     | 3   | 4                          |
| Faltas             | 14  | 19                         |
| Saques de esquina  | 4   | 2                          |
| Penaltis           | 0   | 0                          |
| Fueras de juego    | 3   | 2                          |
| Posesión del balón | 51% | 49%                        |

| Alineación inicial |

| 1     | POR   | Patrick Pemberton    |     |
| 30    | DEF   | Harold Cummings      |     |
| 4     | DEF   | Kenner Gutiérrez     |     |
| 3     | DEF   | Porfirio López       | 45' |
| 6     | DEF   | José Salvatierra     |     |
| 5     | MED   | Jorge Claros         |     |
| 96    | MED   | Pablo Gabas          |     |
| 16    | MED   | Allen Guevara        | 62' |
| 7     | MED   | Diego Madrigal       |     |
| 19    | DEL   | Jonathan McDonald    | 77' |
| 21    | DEL   | José Guillermo Ortiz |     |
| D. T. | D. T. | Javier Delgado       |     |

| 1     | POR   | Leonel Moreira         |     |
| 99    | DEF   | Keyner Brown           |     |
| 12    | DEF   | Leonardo González      |     |
| 4     | DEF   | Állan Miranda          | 75' |
| 21    | DEF   | Pablo Salazar          |     |
| 10    | MED   | Elías Aguilar          | 84' |
| 22    | MED   | José Miguel Cubero     |     |
| 5     | MED   | Óscar Esteban Granados |     |
| 29    | MED   | Esteban Ramírez        |     |
| 23    | DEL   | Víctor Nuñez           | 74' |
| 7     | DEL   | Yendrick Ruiz          |     |
| D. T. | D. T. | Hernán Medford         |     |

| 29 | Defensa        | Javier Loaiza  | 45' |
| 31 | Centrocampista | Harry Rojas    | 62' |
| 9  | Delantero      | Andrés Lezcano | 77' |

| 3  | Centrocampista | Antonio Pedroza | 74' |
| 77 | Centrocampista | Verny Scott     | 75' |
| 11 | Centrocampista | José Sánchez    | 84' |

| 90' | Óscar Esteban Granados | 0-1 |

| 32' | Jonathan McDonald |

| 26' · 77' | Leonardo González Verny Scott |

| Principal  | Wálter Quesada      |
| Asistentes | Osvaldo Luna        |
|            | Alejandro Fernández |
| Cuarto     | Adrián Chinchilla   |

|                    |     | [[Archivo:\|border\|30px]] |
| Tiros              | 8   | 7                          |
| Tiros a puerta     | 3   | 4                          |
| Faltas             | 14  | 19                         |
| Saques de esquina  | 4   | 2                          |
| Penaltis           | 0   | 0                          |
| Fueras de juego    | 3   | 2                          |
| Posesión del balón | 51% | 49%                        |

| Alineación inicial |

#### Final - Vuelta
| 1     | POR   | Leonel Moreira         |     |
| 99    | DEF   | Keyner Brown           |     |
| 26    | DEF   | Leonardo González      |     |
| 4     | DEF   | Állan Miranda          |     |
| 21    | DEF   | Pablo Salazar          |     |
| 10    | MED   | Elías Aguilar          | 69' |
| 22    | MED   | José Miguel Cubero     |     |
| 5     | MED   | Óscar Esteban Granados | 80' |
| 29    | MED   | Esteban Ramírez        |     |
| 23    | DEL   | Víctor Núñez           | 64' |
| 7     | DEL   | Yendrick Ruiz          |     |
| D. T. | D. T. | Hernán Medford         |     |

| 1     | POR   | Patrick Pemberton    |     |
| 30    | DEF   | Harold Cummings      |     |
| 4     | DEF   | Kenner Gutiérrez     |     |
| 32    | DEF   | Juan Pablo Vargas    |     |
| 6     | DEF   | José Salvatierra     |     |
| 5     | MED   | Jorge Claros         |     |
| 96    | MED   | Pablo Gabas          |     |
| 10    | MED   | Carlos Discua        | 45' |
| 7     | MED   | Diego Madrigal       | 63' |
| 19    | DEL   | Jonathan McDonald    | 55' |
| 21    | DEL   | José Guillermo Ortiz |     |
| D. T. | D. T. | Javier Delgado       |     |

| 3  | Centrocampista | Antonio Pedroza  | 64' |
| 11 | Centrocampista | José Sánchez     | 69' |
| 12 | Centrocampista | Randall Azofeifa | 80' |

| 16 | Centrocampista | Allen Guevara  | 45' |
| 13 | Delantero      | Hernán Rivero  | 55' |
| 9  | Delantero      | Andrés Lezcano | 63' |

| 10' · 52' | José Miguel Cubero Yendrick Ruiz | 1-0 2-0 |

| 31' | Leonardo González |

| 9' · 34' · 64' | Kenner Gutiérrez Harold Cummings José Guillermo Ortiz |

| Principal  | Ricardo Montero  |
| Asistentes | Warner Castro    |
|            | Mauricio Córdoba |
| Cuarto     | Jeffrey Solís    |

|                    | [[Archivo:\|border\|30px]] |     |
| Tiros              | 8                          | 6   |
| Tiros a puerta     | 5                          | 3   |
| Faltas             | 14                         | 17  |
| Saques de esquina  | 4                          | 5   |
| Penaltis           | 0                          | 0   |
| Fueras de juego    | 2                          | 2   |
| Posesión del balón | 53%                        | 47% |

| Alineación inicial |

| 1     | POR   | Leonel Moreira         |     |
| 99    | DEF   | Keyner Brown           |     |
| 26    | DEF   | Leonardo González      |     |
| 4     | DEF   | Állan Miranda          |     |
| 21    | DEF   | Pablo Salazar          |     |
| 10    | MED   | Elías Aguilar          | 69' |
| 22    | MED   | José Miguel Cubero     |     |
| 5     | MED   | Óscar Esteban Granados | 80' |
| 29    | MED   | Esteban Ramírez        |     |
| 23    | DEL   | Víctor Núñez           | 64' |
| 7     | DEL   | Yendrick Ruiz          |     |
| D. T. | D. T. | Hernán Medford         |     |

| 1     | POR   | Patrick Pemberton    |     |
| 30    | DEF   | Harold Cummings      |     |
| 4     | DEF   | Kenner Gutiérrez     |     |
| 32    | DEF   | Juan Pablo Vargas    |     |
| 6     | DEF   | José Salvatierra     |     |
| 5     | MED   | Jorge Claros         |     |
| 96    | MED   | Pablo Gabas          |     |
| 10    | MED   | Carlos Discua        | 45' |
| 7     | MED   | Diego Madrigal       | 63' |
| 19    | DEL   | Jonathan McDonald    | 55' |
| 21    | DEL   | José Guillermo Ortiz |     |
| D. T. | D. T. | Javier Delgado       |     |

| 3  | Centrocampista | Antonio Pedroza  | 64' |
| 11 | Centrocampista | José Sánchez     | 69' |
| 12 | Centrocampista | Randall Azofeifa | 80' |

| 16 | Centrocampista | Allen Guevara  | 45' |
| 13 | Delantero      | Hernán Rivero  | 55' |
| 9  | Delantero      | Andrés Lezcano | 63' |

| 10' · 52' | José Miguel Cubero Yendrick Ruiz | 1-0 2-0 |

| 31' | Leonardo González |

| 9' · 34' · 64' | Kenner Gutiérrez Harold Cummings José Guillermo Ortiz |

| Principal  | Ricardo Montero  |
| Asistentes | Warner Castro    |
|            | Mauricio Córdoba |
| Cuarto     | Jeffrey Solís    |

|                    | [[Archivo:\|border\|30px]] |     |
| Tiros              | 8                          | 6   |
| Tiros a puerta     | 5                          | 3   |
| Faltas             | 14                         | 17  |
| Saques de esquina  | 4                          | 5   |
| Penaltis           | 0                          | 0   |
| Fueras de juego    | 2                          | 2   |
| Posesión del balón | 53%                        | 47% |

| Alineación inicial |

| 1     | POR   | Leonel Moreira         |     |
| 99    | DEF   | Keyner Brown           |     |
| 26    | DEF   | Leonardo González      |     |
| 4     | DEF   | Állan Miranda          |     |
| 21    | DEF   | Pablo Salazar          |     |
| 10    | MED   | Elías Aguilar          | 69' |
| 22    | MED   | José Miguel Cubero     |     |
| 5     | MED   | Óscar Esteban Granados | 80' |
| 29    | MED   | Esteban Ramírez        |     |
| 23    | DEL   | Víctor Núñez           | 64' |
| 7     | DEL   | Yendrick Ruiz          |     |
| D. T. | D. T. | Hernán Medford         |     |

| 1     | POR   | Patrick Pemberton    |     |
| 30    | DEF   | Harold Cummings      |     |
| 4     | DEF   | Kenner Gutiérrez     |     |
| 32    | DEF   | Juan Pablo Vargas    |     |
| 6     | DEF   | José Salvatierra     |     |
| 5     | MED   | Jorge Claros         |     |
| 96    | MED   | Pablo Gabas          |     |
| 10    | MED   | Carlos Discua        | 45' |
| 7     | MED   | Diego Madrigal       | 63' |
| 19    | DEL   | Jonathan McDonald    | 55' |
| 21    | DEL   | José Guillermo Ortiz |     |
| D. T. | D. T. | Javier Delgado       |     |

| 3  | Centrocampista | Antonio Pedroza  | 64' |
| 11 | Centrocampista | José Sánchez     | 69' |
| 12 | Centrocampista | Randall Azofeifa | 80' |

| 16 | Centrocampista | Allen Guevara  | 45' |
| 13 | Delantero      | Hernán Rivero  | 55' |
| 9  | Delantero      | Andrés Lezcano | 63' |

| 10' · 52' | José Miguel Cubero Yendrick Ruiz | 1-0 2-0 |

| 31' | Leonardo González |

| 9' · 34' · 64' | Kenner Gutiérrez Harold Cummings José Guillermo Ortiz |

| Principal  | Ricardo Montero  |
| Asistentes | Warner Castro    |
|            | Mauricio Córdoba |
| Cuarto     | Jeffrey Solís    |

|                    | [[Archivo:\|border\|30px]] |     |
| Tiros              | 8                          | 6   |
| Tiros a puerta     | 5                          | 3   |
| Faltas             | 14                         | 17  |
| Saques de esquina  | 4                          | 5   |
| Penaltis           | 0                          | 0   |
| Fueras de juego    | 2                          | 2   |
| Posesión del balón | 53%                        | 47% |

| Alineación inicial |

| 1     | POR   | Leonel Moreira         |     |
| 99    | DEF   | Keyner Brown           |     |
| 26    | DEF   | Leonardo González      |     |
| 4     | DEF   | Állan Miranda          |     |
| 21    | DEF   | Pablo Salazar          |     |
| 10    | MED   | Elías Aguilar          | 69' |
| 22    | MED   | José Miguel Cubero     |     |
| 5     | MED   | Óscar Esteban Granados | 80' |
| 29    | MED   | Esteban Ramírez        |     |
| 23    | DEL   | Víctor Núñez           | 64' |
| 7     | DEL   | Yendrick Ruiz          |     |
| D. T. | D. T. | Hernán Medford         |     |

| 1     | POR   | Patrick Pemberton    |     |
| 30    | DEF   | Harold Cummings      |     |
| 4     | DEF   | Kenner Gutiérrez     |     |
| 32    | DEF   | Juan Pablo Vargas    |     |
| 6     | DEF   | José Salvatierra     |     |
| 5     | MED   | Jorge Claros         |     |
| 96    | MED   | Pablo Gabas          |     |
| 10    | MED   | Carlos Discua        | 45' |
| 7     | MED   | Diego Madrigal       | 63' |
| 19    | DEL   | Jonathan McDonald    | 55' |
| 21    | DEL   | José Guillermo Ortiz |     |
| D. T. | D. T. | Javier Delgado       |     |

| 3  | Centrocampista | Antonio Pedroza  | 64' |
| 11 | Centrocampista | José Sánchez     | 69' |
| 12 | Centrocampista | Randall Azofeifa | 80' |

| 16 | Centrocampista | Allen Guevara  | 45' |
| 13 | Delantero      | Hernán Rivero  | 55' |
| 9  | Delantero      | Andrés Lezcano | 63' |

| 10' · 52' | José Miguel Cubero Yendrick Ruiz | 1-0 2-0 |

| 31' | Leonardo González |

| 9' · 34' · 64' | Kenner Gutiérrez Harold Cummings José Guillermo Ortiz |

| Principal  | Ricardo Montero  |
| Asistentes | Warner Castro    |
|            | Mauricio Córdoba |
| Cuarto     | Jeffrey Solís    |

|                    | [[Archivo:\|border\|30px]] |     |
| Tiros              | 8                          | 6   |
| Tiros a puerta     | 5                          | 3   |
| Faltas             | 14                         | 17  |
| Saques de esquina  | 4                          | 5   |
| Penaltis           | 0                          | 0   |
| Fueras de juego    | 2                          | 2   |
| Posesión del balón | 53%                        | 47% |

| Alineación inicial |

| Campeón Club Sport Herediano |
| 25°. título                  |

## Clasificados de laConcacaf Liga Campeones 2016-17
| Deportivo Saprissa Campeón Invierno 2015 | Club Sport Herediano Campeón Verano 2016 |
| ---------------------------------------- | ---------------------------------------- |

## Estadísticas

### Máximos goleadores
Lista con los máximos goleadores de la competencia.
| 1.°                              | José Luis Cordero       | Belén FC           | 11 |
| 1.°                              | José Guillermo Ortiz    | LD Alajuelense     | 11 |
| 1.°                              | Yendrick Ruiz           | CS Herediano       | 11 |
| 1.°                              | Diego Madrigal          | LD Alajuelense     | 10 |
| 1.°                              | Marvin Angulo           | Deportivo Saprissa | 8  |
| 1.°                              | Randall Brenes          | CS Cartaginés      | 8  |
| 1.°                              | Anllel Porras           | Pérez Zeledón      | 8  |
| 2.°                              | Eder Cruz               | Santos de Guápiles | 7  |
| 2.°                              | "Mambo" Núñez           | CS Herediano       | 7  |
| 2.°                              | Johnny Woodly           | AD Carmelita       | 7  |
| 3.°                              | Mynor Escoe             | Deportivo Saprissa | 6  |
| 3.°                              | Kenneth García          | Municipal Liberia  | 6  |
| 4.°                              | Jonathan McDonald       | LD Alajuelense     | 5  |
| 4.°                              | Olman Vargas            | UCR                | 5  |
| 4.°                              | Alejandro Aguilar       | AD Carmelita       | 5  |
| 5.°                              | Pablo Gabas             | LD Alajuelense     | 4  |
| 5.°                              | Andrés Lezcano          | LD Alajuelense     | 4  |
| 5.°                              | Randall Azofeifa        | CS Herediano       | 4  |
| 5.°                              | Antonio Pedroza         | CS Herediano       | 4  |
| 5.°                              | Leonardo Adams          | Belén FC           | 4  |
| 5.°                              | José Vargas             | UCR                | 4  |
| 5.°                              | Alejandro Alpizar       | CS Uruguay         | 4  |
| 5.°                              | David Ramírez           | Deportivo Saprissa | 4  |
| 5.°                              | Erick Scott             | Pérez Zeledón      | 4  |
| 5.°                              | César Elizondo          | Pérez Zeledón      | 4  |
| 5.°                              | Jonathan Sibaja         | UCR                | 4  |
| 6.°                              | Jorge Alejandro Castro  | CS Cartaginés      | 3  |
| 6.°                              | Pablo Salazar           | CS Herediano       | 3  |
| 6.°                              | Óscar Esteban Granados  | CS Herediano       | 3  |
| 6.°                              | Harry Rojas             | LD Alajuelense     | 3  |
| 6.°                              | Miguel Marín            | Limón FC           | 3  |
| 6.°                              | Jonathan Moya           | Deportivo Saprissa | 3  |
| 6.°                              | Daniel Colindres        | Deportivo Saprissa | 3  |
| 6.°                              | José Adrián Marrero     | AD Carmelita       | 3  |
| 6.°                              | Gustavo Díaz            | UCR                | 3  |
| 6.°                              | Carlos Hernández        | AD Carmelita       | 3  |
| 7.°                              | Marco Rojas             | Santos de Guápiles | 2  |
| 7.°                              | Aubrey David            | Deportivo Saprissa | 2  |
| 7.°                              | Erick Marín             | Pérez Zeledón      | 2  |
| 7.°                              | Álvaro Sánchez          | CS Uruguay         | 2  |
| 7.°                              | Johan Condega           | CS Herediano       | 2  |
| 7.°                              | Jonathan De León        | Municipal Liberia  | 2  |
| 7.°                              | Francisco Calvo         | Deportivo Saprissa | 2  |
| 7.°                              | Jossimar Pemberton      | LD Alajuelense     | 2  |
| 7.°                              | Jorge Claros            | LD Alajuelense     | 2  |
| 7.°                              | José Mena               | UCR                | 2  |
| 7.°                              | Josué Martínez          | UCR                | 2  |
| 7.°                              | Din John Arias          | Pérez Zeledón      | 2  |
| 7.°                              | Kevin Vega              | CS Cartaginés      | 2  |
| 7.°                              | Mauricio Castillo       | CS Cartaginés      | 2  |
| 7.°                              | Fabrizio Ronchetti      | CS Cartaginés      | 2  |
| 7.°                              | Jorge Ramírez           | Belén FC           | 2  |
| 7.°                              | Heyrel Saravia          | Belén FC           | 2  |
| 7.°                              | Bryan López             | Belén FC           | 2  |
| 7.°                              | Gerson Torres           | Belén FC           | 2  |
| 7.°                              | Marlon Camble           | Limón FC           | 2  |
| 7.°                              | Richard Dixon           | Limón FC           | 2  |
| 7.°                              | Iván Ramírez            | Limón FC           | 2  |
| 8.°                              | Cristian Montero        | CS Uruguay         | 1  |
| 8.°                              | Jesús Camacho           | Santos de Guápiles | 1  |
| 8.°                              | Kenny Cunningham        | CS Uruguay         | 1  |
| 8.°                              | Kareem McLean           | Limón FC           | 1  |
| 8.°                              | Yuaycell Wright         | Limón FC           | 1  |
| 8.°                              | Brunet Hay              | Limón FC           | 1  |
| 8.°                              | Harold Cummings         | LD Alajuelense     | 1  |
| 8.°                              | Hernán Rivero           | LD Alajuelense     | 1  |
| 8.°                              | Kenneth Dixon           | LD Alajuelense     | 1  |
| 8.°                              | Cristopher Meneses      | LD Alajuelense     | 1  |
| 8.°                              | Juan Diego Monge        | Pérez Zeledón      | 1  |
| 8.°                              | David Guzmán            | Deportivo Saprissa | 1  |
| 8.°                              | Hansell Arauz           | Deportivo Saprissa | 1  |
| 8.°                              | Jorge Davies            | Pérez Zeledón      | 1  |
| 8.°                              | Luis Stewart Pérez      | Pérez Zeledón      | 1  |
| 8.°                              | Francisco Flores        | Municipal Liberia  | 1  |
| 8.°                              | Javier Camareno         | Municipal Liberia  | 1  |
| 8.°                              | Jeikel Medina           | Municipal Liberia  | 1  |
| 8.°                              | Kevin García            | Municipal Liberia  | 1  |
| 8.°                              | Mario Camacho           | Municipal Liberia  | 1  |
| 8.°                              | Cristian Reyes          | Municipal Liberia  | 1  |
| 8.°                              | Bryan Solórzano         | Municipal Liberia  | 1  |
| 8.°                              | Rafael Núñez            | Municipal Liberia  | 1  |
| 8.°                              | Argenis Fernández       | Municipal Liberia  | 1  |
| 8.°                              | Jameson Scott           | CS Cartaginés      | 1  |
| 8.°                              | Danny Fonseca           | CS Cartaginés      | 1  |
| 8.°                              | Jonathan Hansen         | CS Herediano       | 1  |
| 8.°                              | Ronald Mauricio Montero | UCR                | 2  |
| 8.°                              | Freddy Álvarez          | UCR                | 1  |
| 8.°                              | Pablo Herrera           | UCR                | 1  |
| 8.°                              | Víctor Gutiérrez        | UCR                | 1  |
| 8.°                              | William Quirós          | Belén FC           | 1  |
| 8.°                              | Dylan Flores            | Deportivo Saprissa | 1  |
| 8.°                              | Diego Calvo             | Deportivo Saprissa | 1  |
| 8.°                              | Hansell Arauz           | Deportivo Saprissa | 1  |
| 8.°                              | Roy Miller              | Deportivo Saprissa | 1  |
| 8.°                              | Andy Reyes              | AD Carmelita       | 1  |
| 8.°                              | Jaime Valderramos       | AD Carmelita       | 1  |
| 8.°                              | Christian Yeladian      | AD Carmelita       | 1  |
| Última actualización: 14 de mayo |                         |                    |    |

## Asistencia y recaudación
| Deportivo Saprissa               | 138.039 | ₡ 374.424.420,00 |
| L.D. Alajuelense                 | 116.989 | ₡ 342.476.000,00 |
| C.S. Herediano                   | 76.011  | ₡ 142.755.500,00 |
| C.S. Cartaginés                  | 25.741  | ₡ 54.843.000,00  |
| Municipal Liberia                | 14.649  | ₡ 46.323.000,00  |
| C.F. Universidad de Costa Rica   | 10.844  | ₡ 3.679.000,00   |
| Belén F.C.                       | 10.496  | ₡ 22.715.000,00  |
| Pérez Zeledón                    | 10.202  | ₡ 19.045.000,00  |
| C.S. Uruguay de Coronado         | 7.541   | ₡ 19.845.000,00  |
| A.D. Carmelita                   | 7.145   | ₡ 6.642.500,00   |
| Limón F.C.                       | 6.569   | ₡ 21.605.000,00  |
| Santos de Guápiles               | 6.183   | ₡ 6.092.000,00   |
| Última actualización: 26 de mayo |         |                  |